# Hypervisor
En hypervisor (også kendt som en virtual machine monitor, VMM eller virtualizer) er en type computersoftware, firmware eller hardware, der opretter og kører virtuelle maskiner.
En computer, hvorpå en hypervisor kører en eller flere virtuelle maskiner, kaldes en værtsmaskine, og hver virtuel maskine kaldes en gæstemaskine. Hypervisoren præsenterer gæsteoperativsystemerne med en virtuel operativsystemplatform og styrer udførelsen af gæsteoperativsystemerne. I modsætning til en emulator, udfører gæsten de fleste instruktioner på den oprindelige hardware.
Flere forekomster af en række forskellige styresystemer kan dele de virtualiserede hardwareressourcer: For eksempel kan Linux-, Windows- og macOS-forekomster alle køre på en enkelt fysisk x86-maskine. Dette står i kontrast til virtualisering på operativsystemniveau, hvor alle instanser (normalt kaldet containere) skal dele en enkelt kerne, selvom gæsteoperativsystemerne kan variere i user space, såsom forskellige Linux-distributioner med den samme kerne.
Udtrykket hypervisor er en variant af supervisor, en traditionel betegnelse for kernen af et styresystem; hypervisoren er supervisorens supervisor, med hyper- bruges som en stærkere variant af super-. Udtrykket daterer til omkring 1970; IBM opfandt det til 360/65 og brugte det senere til DIAG-handleren af CP-67. I det tidligere CP/CMS (1967) system blev udtrykket styreprogram brugt i stedet.